# Bédi Buval
Bédi Bastien Buval (Domont, 16 giugno 1986) è un ex calciatore francese, di ruolo attaccante.